# Rally Artico

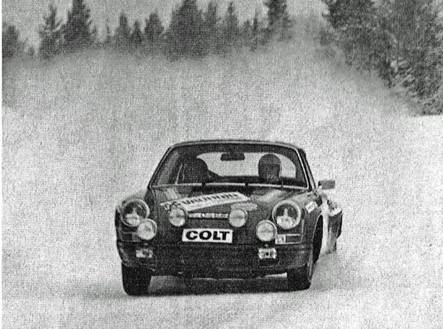
Leo Kinnunen con la Porsche 911 S nell'edizione 1972

Il Rally Artico, chiamato anche Arctic Lapland Rally è una gara di rally che si disputa solitamente nelle prime settimane di gennaio. Parte e arriva a Rovaniemi nel cuore della Lapponia, nell'estremo nord della Finlandia, ed è stato vinto nella quasi totalità delle sue edizioni dai piloti di casa o comunque scandinavi.

## Storia
Nato nel 1966, questo rally ha fatto parte anche del campionato mondiale (Coppa FIA piloti), organizzato dalla FIA nel 1977 e nel 1978. È stato poi fino al 2003 incluso nel Campionato Europeo e dal 2004 la fa parte stabilmente del campionato finlandese. Nel 2021, oltre alla gara classica di gennaio facente parte del campionato finlandese, è stato disputato un ulteriore evento valido per il campionato del mondo rally 2021, denominato Arctic Rally Finland e tenutosi a fine febbraio.
A partecipare alla manifestazione vi sono stati anche piloti specializzati in altre categorie, come ad esempio il pilota di Formula 1 Mika Häkkinen nel 2005. 

## Albo d'oro
| Anno | Denominazione                                   | Vincitori                           | Auto                          | Scuderia                    | Validità              |
| ---- | ----------------------------------------------- | ----------------------------------- | ----------------------------- | --------------------------- | --------------------- |
| 1966 | 1st Arctic Rally                                | Kari Sohlberg Yrjö Rouhunkoski      | Volkswagen 1600 TL            | –                           | –                     |
| 1967 | 2nd Arctic Rally                                | Raimo Kossila Anssi Järvi           | Volkswagen 1600 L             | –                           | –                     |
| 1968 | 3rd Tunturiralli                                | Hans Laine Henry Laine              | Volkswagen 1600 L             | –                           | Campionato finlandese |
| 1969 | 4th Arctic Rally                                | Antti Aarnio-Wihuri Martti Kolari   | Porsche 911 S                 | –                           | –                     |
| 1970 | 5th Tunturiralli                                | Hannu Mikkola Risto Suonio          | Ford Escort Twin Cam          | –                           | Campionato finlandese |
| 1971 | 6th Arctic Tunturiralli                         | Antti Aarnio-Wihuri Martti Kolari   | Porsche 911 S                 | –                           | –                     |
| 1972 | 7th Arctic Tunturiralli                         | Leo Kinnunen Atso Aho               | Porsche 911 S                 | –                           | ERC                   |
| 1973 | 8th Arctic Tunturiralli                         | Timo Mäkinen Erkki Salonen          | Ford Escort RS 1600           | –                           | ERC                   |
| 1974 | 9th Marlboro Arctic Rally                       | Tapio Rainio Erkki Nyman            | Saab 96 V4                    | –                           | ERC                   |
| 1975 | 10th Marlboro Arctic Rally                      | Simo Lampinen Juhani Markkanen      | Saab 96 V4                    | –                           | ERC                   |
| 1976 | 11th Marlboro Arctic Rally                      | Tapio Rainio Erkki Nyman            | Saab 96 V4                    | –                           | ERC                   |
| 1977 | 12th Marlboro Arctic Rally                      | Ari Vatanen Atso Aho                | Ford Escort RS 1800           | –                           | Coppa FIA piloti ERC  |
| 1978 | 13th Marlboro Arctic Rally                      | Ari Vatanen Atso Aho                | Ford Escort RS 1800           | –                           | Coppa FIA piloti ERC  |
| 1979 | 14th Arctic Rally                               | Leo Kinnunen Jussi Kuukkala         | Porsche 911                   | –                           | ERC                   |
| 1980 | 15th Arctic Rally                               | Henri Toivonen Antero Lindqvist     | Talbot Sunbeam Lotus          | –                           | ERC                   |
| 1981 | 16th Arctic Rally                               | Ulf Grönholm Bob Rehnström          | Fiat 131 Abarth               | –                           | ERC                   |
| 1982 | 17th Arctic Rally                               | Timo Salonen Seppo Harjanne         | Datsun Violet GT              | –                           | ERC                   |
| 1983 | 18th Arctic Rally                               | Lasse Lampi Pentti Kuukkala         | Audi quattro A2               | –                           | ERC                   |
| 1984 | 19th Arctic Rally                               | Antero Laine Risto Virtanen         | Audi quattro A2               | –                           | ERC                   |
| 1985 | 20th Arctic Rally                               | Antero Laine Risto Virtanen         | Audi quattro A2               | –                           | ERC                   |
| 1986 | 21st Arctic Rally                               | Antero Laine Risto Virtanen         | Audi quattro A2               | –                           | ERC                   |
| 1987 | 22nd Arctic Rally                               | Mikael Sundström Voitto Silander    | Mazda 323 4WD                 | –                           | ERC                   |
| 1988 | 23rd Arctic Rally                               | Timo Heinonen Tapio Eirtovaara      | Audi Coupé quattro            | –                           | ERC                   |
| 1989 | 24th Arctic Rally                               | Tommi Mäkinen Timo Hantunen         | Lancia Delta Integrale        | –                           | ERC                   |
| 1990 | 25th Arctic Rally                               | Antero Laine Risto Virtanen         | Lancia Delta Integrale        | –                           | ERC                   |
| 1991 | 26th Arctic Rally                               | Mikael Sundström Juha Repo          | Mazda 323 4WD                 | Mazda Rally Team Finland    | ERC                   |
| 1992 | 27th Arctic Rally                               | Kari Kivenne Juha Oksa              | Mitsubishi Galant VR-4        | –                           | ERC                   |
| 1993 | 28th Arctic Rally                               | Mikael Sundström Duncan McNiven     | Mazda 323 GTX                 | –                           | ERC                   |
| 1994 | 29th Arctic Rally                               | Lasse Lampi Pentti Kuukkala         | Mitsubishi Galant VR-4        | Mitsubishi Ralliart Finland | ERC                   |
| 1995 | 30th Arctic Rally                               | Sebastian Lindholm Timo Hantunen    | Ford Escort RS Cosworth       | Ford Team Finland           | ERC                   |
| 1996 | 31st Arctic Rally                               | Marcus Grönholm Timo Rautiainen     | Toyota Celica GT-Four ST185   | –                           | ERC                   |
| 1997 | 32nd Arctic Rally                               | Marcus Grönholm Timo Rautiainen     | Toyota Celica GT-Four ST205   | –                           | ERC                   |
| 1998 | 33rd Arctic Rally                               | Marcus Grönholm Timo Rautiainen     | Toyota Celica GT-Four ST205   | –                           | ERC                   |
| 1999 | 34th Arctic Tunturi Rally                       | Pasi Hagström Tero Gardemeister     | Toyota Corolla WRC            | Toyota Castrol Finland      | ERC                   |
| 2000 | 35th Arctic Tunturi Rally                       | Thomas Rådström Jörgen Skallman     | Toyota Corolla WRC            | –                           | ERC                   |
| 2001 | 36th Arctic Lapland Rally                       | Pasi Hagström Tero Gardemeister     | Toyota Corolla WRC            | Toyota Castrol Finland      | ERC                   |
| 2002 | 37th Arctic Lapland Rally                       | Juuso Pykälistö Esko Mertsalmi      | Toyota Corolla WRC            | –                           | ERC                   |
| 2003 | 38th Arctic Lapland Rally                       | Janne Tuohino Markku Tuohino        | Ford Focus RS WRC 02          | LPM Racing                  | ERC                   |
| 2004 | 39th Arctic Lapland Rally                       | Jukka Ketomäki Jarkko Alanen        | Mitsubishi Lancer Evo VIII    | Mitsubishi Ralliart Finland | Campionato finlandese |
| 2005 | 40th Arctic Lapland Rally                       | Juuso Pykälistö Mika Ovaskainen     | Ford Focus RS WRC 02          | –                           | Campionato finlandese |
| 2006 | 41st Arctic Lapland Rally                       | Kosti Katajamäki Timo Alanne        | Ford Focus RS WRC 03          | –                           | Campionato finlandese |
| 2007 | 42nd Arctic Lapland Rally                       | Kosti Katajamäki Lasse Hirvijärvi   | Mitsubishi Lancer Evo IX      | –                           | Campionato finlandese |
| 2008 | 43rd Arctic Lapland Rally                       | Juha Salo Mika Stenberg             | Mitsubishi Lancer Evo IX      | Mitsubishi Ralliart Finland | Campionato finlandese |
| 2009 | 44th Arctic Lapland Rally                       | Juha Salo Mika Stenberg             | Mitsubishi Lancer Evo IX      | –                           | Campionato finlandese |
| 2010 | 45th Arctic Lapland Rally                       | Dani Sordo Marc Martí               | Citroën C4 WRC                | Citroën Junior Team         | Campionato finlandese |
| 2011 | 46th Arctic Lapland Rally                       | Juha Salo Marko Salminen            | Mitsubishi Lancer Evo X       | Mitsubishi Ralliart         | Campionato finlandese |
| 2012 | 47th Arctic Lapland Rally                       | Esapekka Lappi Janne Ferm           | Ford Fiesta S2000             | Printsport Oy               | Campionato finlandese |
| 2013 | 48th Arctic Lapland Rally                       | Juha Salo Marko Salminen            | Mitsubishi Lancer Evo X       | Hannu's Rally Team          | Campionato finlandese |
| 2014 | 49th Arctic Lapland Rally                       | Janne Tuohino Markku Tuohino        | Ford Fiesta R5                | Printsport Oy               | Campionato finlandese |
| 2015 | 51st Arctic Lapland Rally                       | Juha Salo Marko Salminen            | Mitsubishi Lancer Evo IX      | Hannu's Rally Team          | Campionato finlandese |
| 2016 | 51st Arctic Lapland Rally                       | Juha Salo Marko Salminen            | Peugeot 208 T16               | Hannu's Rally Team          | Campionato finlandese |
| 2017 | 52nd Arctic Lapland Rally                       | Teemu Asunmaa Jonne Halttunen       | Škoda Fabia R5                | Hannu's Rally Team          | Campionato finlandese |
| 2018 | 53rd Arctic Lapland Rally                       | Eerik Pietarinen Juhana Raitanen    | Škoda Fabia R5                | TGS Worldwide OU            | Campionato finlandese |
| 2019 | 54th Arctic Lapland Rally                       | Emil Lindholm Mikael Korhonen       | Volkswagen Polo GTI R5        | Printsport Oy               | Campionato finlandese |
| 2020 | 55th Arctic Lapland Rally                       | Kalle Rovanperä Jonne Halttunen     | Toyota Yaris WRC              | Toyota Gazoo Racing WRT     | Campionato finlandese |
| 2021 | 56th Arctic Lapland Rally                       | Juho Hänninen Miika Teiskonen       | Toyota Yaris WRC              | –                           | Campionato finlandese |
| 2021 | Arctic Rally Finland Powered by CapitalBox 2021 | Ott Tänak Martin Järveoja           | Hyundai i20 Coupe WRC         | Hyundai Shell Mobis WRT     | WRC                   |
| 2022 | 57th Arctic Lapland Rally                       | Emil Lindholm Reeta Hämäläinen      | Škoda Fabia Rally2 evo        | TGS Worldwide OU            | Campionato finlandese |
| 2023 | 58th Arctic Lapland Rally                       | Teemu Asunmaa Ville Mannisenmäki    | Škoda Fabia Rally2 evo        | TGS                         | Campionato finlandese |
| 2024 | 59th Arctic Lapland Rally                       | Elfyn Evans Scott Martin            | Toyota GR Yaris Rally1 Hybrid | Toyota Gazoo Racing WRT     | Campionato finlandese |
| 2025 | 60th Arctic Lapland Rally                       | Tuukka Kauppinen Sebastian Virtanen | Toyota GR Yaris Rally2        | Rautio Motorsport           | Campionato finlandese |